# Șercaia
Șercaia (veraltet Șerpeni oder Sărcaia; deutsch Schirkanyen, siebenbürgisch-sächsisch Schirkenen, ungarisch Sárkány) ist eine Gemeinde im Kreis Brașov in der Region Siebenbürgen in Rumänien.
Der Ort ist auch unter den deutschen Bezeichnungen Schirkengen und Scharken, und der siebenbürgisch-sächsischen Bezeichnung Schirkonyen bekannt.

## Geographische Lage

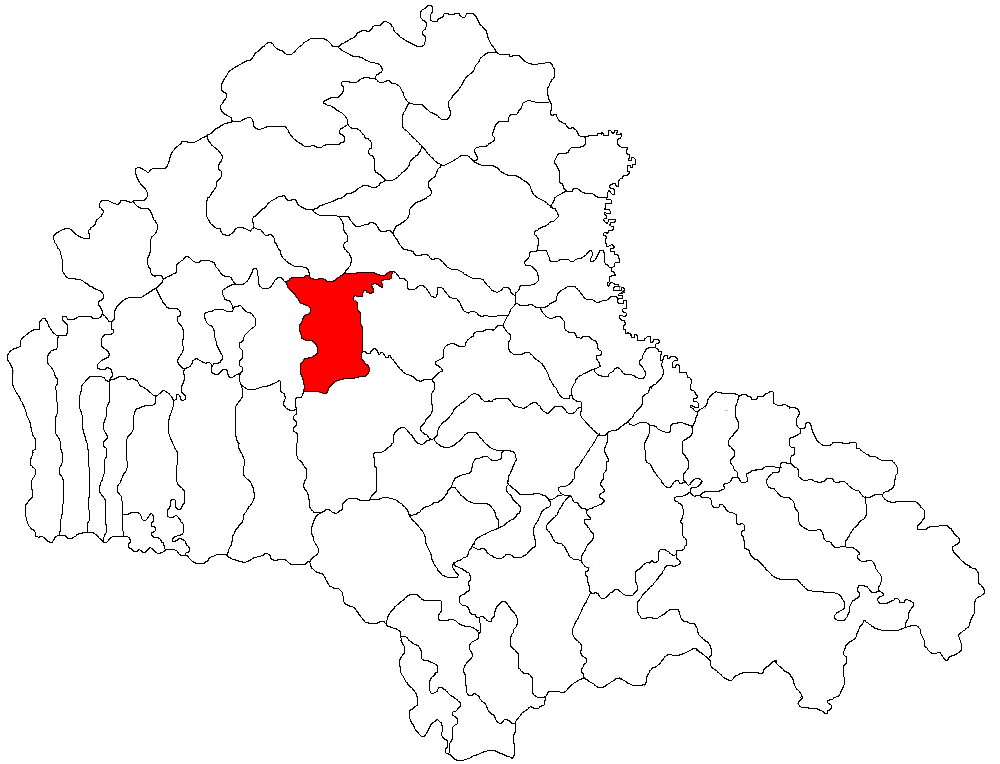
Lage der Gemeinde Șercaia im Kreis Brașov

Die Gemeinde Schirkanyen - Șercaia liegt in den Nordausläufern der Transsilvanischen Alpen südlich des Flusses Olt (Alt) im historischen Burzenland. Der Ort Șercaia befindet sich am gleichnamigen Bach, am Drum național 1 – hier Teil der Europastraße 68 – und an der Bahnstrecke Brașov–Făgăraș 14 Kilometer östlich von Făgăraș (Fogarasch) und etwa 55 Kilometer nordwestlich von der Kreishauptstadt Brașov (Kronstadt) entfernt.

## Geschichte
Der ehemals von Siebenbürger Sachsen bewohnte Ort wurde erstmals 1235 als Sarcam urkundlich erwähnt. Schirkanyen grenzte seit dem Mittelalter an vier rumänische Dörfer und eine ungarische Ortschaft und war somit eine deutsche Sprachinsel.
Eine Besiedlung auf dem Gebiet der Gemeinde wird im eingemeindeten Dorf Hălmeag (Halmagen) in der Jungsteinzeit als auch in der Römerzeit beim Areal Valea Felmerului (Valea Mâții) vom Rumänischen Ministerium für Kultur und nationales Erbe vermerkt.

## Bevölkerung
Die Bevölkerung der Gemeinde Șercaia entwickelte sich wie folgt:
| 1850 | 3.973 | 1.697 | 1.130 | 965 | 185            |
| 1920 | 4.266 | 2.307 | 1.056 | 889 | 14             |
| 1966 | 3.756 | 2.394 | 733   | 541 | 88             |
| 2002 | 3.050 | 2.475 | 413   | 27  | 135            |
| 2011 | 2.822 | 2.295 | 291   | 27  | 209 (Roma 135) |
| 2021 | 2.865 | 1.994 | 130   | 8   | 733 (Roma 461) |

Seit 1850 wurde auf dem Gebiet der heutigen Gemeinde die höchste Einwohnerzahl 1920 ermittelt. Die höchste Einwohnerzahl der Rumänen (2394) wurde 1966, die der Magyaren (1253), die der Rumäniendeutschen 1850 und die der Roma (195) 1992 registriert. Heute leben in Șercaia überwiegend Rumänen.
Landwirtschaft und Lebensmittelindustrie (vor allem Schweinezucht) dominieren das Erwerbsleben in der Ortschaft.

## Sehenswürdigkeiten
- Die evangelische Kirche[6] im Gemeindezentrum wurde in der zweiten Hälfte des 19. Jahrhunderts anstelle einer vorherigen errichtet. Der Turm der in Nord-Süd-Richtung ausgerichteten Kirche steht etwa sechs Meter südlich, das Pfarrhaus schließt sich an diesen an.[7] Die Kirche, der Glockenturm 1691 errichtet und 1819 erneuert und das Pfarrhaus 1839 errichtet, stehen unter Denkmalschutz,[4]
- Im eingemeindeten Dorf Hălmeag wurde die turmlose evangelische Kirche[8] im 13. Jahrhundert errichtet und im 15. erneuert, steht unter Denkmalschutz,[4]
- Im eingemeindeten Dorf Vad (Waadt) liegt die Narzissenwiese Vad, sie ist ein Naturschutzgebiet der Region.

## Persönlichkeiten
- Alexandru Ciurcu (1854–1922), Erfinder und Autor, wurde hier geboren.[9]
- Adolphe Binder (* 1969), deutsche Kulturmanagerin und Tanzkuratorin, wuchs hier auf